# Батыбино
Батыбино — деревня в Троицком административном округе Москвы (до 1 июля 2012 года была в составе Подольского района Московской области). Входит в состав поселения Щаповское.

## Население
| 1859 | 1890 | 1899 | 1926 | 2002 | 2006 | 2010 |
| ---- | ---- | ---- | ---- | ---- | ---- | ---- |
| 146  | ↘143 | ↘101 | ↘95  | ↘82  | ↗87  | ↗90  |

Согласно Всероссийской переписи, в 2002 году в деревне проживало 82 человека (37 мужчин и 45 женщин). По данным на 2005 год в деревне проживало 87 человек.

## География
Деревня Батыбино расположена в восточной части Троицкого административного округа, на правом берегу реки Мочи бассейна Пахры примерно в 47 км к юго-западу от центра города Москвы.
В 1,5 км к западу от деревни — пересечение Московского малого кольца А107 с Варшавским шоссе, в 11 км к западу проходит Калужское шоссе А130, в 12 км к востоку — Симферопольское шоссе М2, в 7 км к востоку — линия Курского направления Московской железной дороги.
К деревне приписано садоводческое товарищество (СНТ). Ближайшие населённые пункты — деревни Троицкое и (упразднённая) Хлыново.

## История
В «Списке населённых мест» 1862 года — казённая деревня 1-го стана Подольского уезда Московской губернии по левую сторону Московско-Варшавского шоссе, из Подольска в Малоярославец, в 10 верстах от уездного города и 19 верстах от становой квартиры, при реке Моче и колодцах, с 21 двором и 146 жителями (64 мужчины, 82 женщины).
По данным на 1899 год — деревня Дубровицкой волости Подольского уезда с 101 жителем.
В 1913 году — 20 дворов.
По материалам Всесоюзной переписи населения 1926 года — деревня Костишевского сельсовета Дубровицкой волости Подольского уезда в 0,5 км от Варшавского шоссе и 6,4 км от станции Гривно Курской железной дороги, проживало 95 жителей (37 мужчин, 58 женщин), насчитывалось 21 крестьянское хозяйство.
1929—1963, 1965—2012 гг. — населённый пункт в составе Подольского района Московской области.
1963—1965 гг. — в составе Ленинского укрупнённого сельского района Московской области.
С 1 июля 2012 г. — в составе города Москвы.